# 와카미야촌 (후쿠시마현)
와카미야촌(若宮村)은 후쿠시마현 가와누마군에 있던 촌이다. 1955년 4월 1일 와카미야촌 등 6개 정·촌이 합병하여 아이즈반게정이 신설되고 폐지되었다. 아이즈반게정 남서부에 해당한다.

## 역사
- 1889년 4월 1일 - 정촌제 시행에 의해 7촌의 구역을 가지고 성립하였다.
- 1955년 4월 1일 - 와카미야촌 및 반게정, 가나가미촌, 히로세촌, 가와니시촌, 야와타촌 등 6개 정·촌이 합병해 아이즈반게정이 신설되고 폐지되었다.

## 교통

### 철도
- 일본국유철도 다다미선

### 도로
- 에치고 가도(※국도 49호선)

촌역에 해당하는 지역에 반에쓰 자동차도가 통과하지만 당시엔 미개통이였다.

## 참고 문헌
- 角川日本地名大辞典 7 福島県